# 湯道
湯道（ゆどう）とは、華道、茶道などの日本の伝統文化の中に入浴という行為を入れるべきであるという考え、また日本の伝統文化としての入浴のことである。
2015年から小山薫堂が提唱している。小山はこれをテーマとした映画『湯道』の企画・脚本を担当し、2023年に公開された。
給湯器メーカーであるノーリツは、「日本人が当たり前の行為として疑わない『入浴』という行為に、改めて価値を見いだす」ことを目的に、2018年より温泉などを紹介する「湯道百選」というウェブサイトを運営している。